# Großsteingräber bei Mestlin
Die Großsteingräber bei Mestlin waren mindestens drei megalithische Grabanlagen der jungsteinzeitlichen Trichterbecherkultur bei Mestlin im Landkreis Ludwigslust-Parchim (Mecklenburg-Vorpommern). Sie wurden im 19. Jahrhundert zerstört.

## Lage
Georg Christian Friedrich Lisch gibt an, dass sich im Mühlenholz südsüdwestlich von Mestlin zahlreiche vorgeschichtliche Grabanlagen befunden haben, darunter auch mehrere, die „mit mächtigen Granitblöcken“ bedeckt sind. Hierzu gehören die Gräber 1 und 3; möglicherweise gab es dort noch weitere Großsteingräber. Grab 2 lag „auf der Feldmark von Mestlin […] auf der Hufe des Erbpächters Müller.“

## Beschreibung

### Grab 1

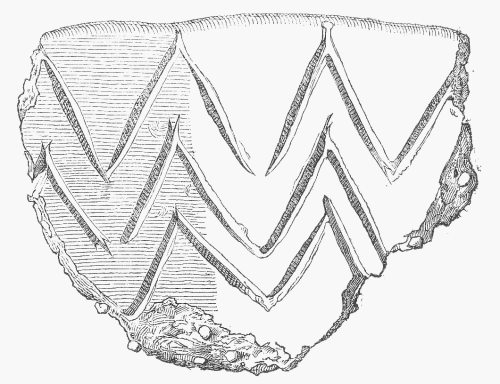
Randscherbe einer Schale der Trichterbecherkultur mit Zickzack-Dekor

Grab 1 wurde 1861 zerstört. Es besaß eine runde oder ovale Hügelschüttung und eine steinerne Umfassung. Es besaß eine Grabkammer unbekannter Ausrichtung und Größe. Der genaue Grabtyp ist daher unklar. Die Kammer war in mehrere Quartiere unterteilt und besaß ein Pflaster aus geglühtem Feuerstein. An mehreren Stellen wurden Brandspuren und Holzkohle entdeckt.
Es wurden mehrere menschliche Skelette entdeckt, die von den Arbeitern aber größtenteils vernichtet wurden. Aus den geretteten Knochen war ersichtlich, dass mindestens zwei Individuen bestattet worden waren. Auch zahlreiche Grabbeigaben wurden gefunden. Hierbei handelte es sich um eine Randscherbe einer rötlichbraunen konischen Schale mit Zickzack-Dekor, die Randscherbe eines Napfes mit Bogenstempel-Dekor, vermutlich aus einer Nachbestattung der Kugelamphoren-Kultur, eine Scherbe vom Unterteil einer Kugelamphore, ein Flachbeil aus dunkelgrauem Feuerstein, zwei Schmalmeißel, ein dünnblattiges Beil, ein dicknackiges Beil aus graugrünem Felsgestein, ein weiteres Beil, einen Eber-Hauer und einen weiteren Tierzahn. Die Tierzähne, ein Beil und ein Schmalmeißel sind verloren; die restlichen Funde befinden sich heute in der Sammlung des Archäologischen Landesmuseums Mecklenburg-Vorpommern in Schwerin.

### Grab 2
Grab 2 wird lediglich beschrieben als „ein mit großen Steinen ausgesetzter Hügel.“ Angaben zu Ausrichtung und Maßen liegen nicht vor. Der Grabtyp ist unklar. Bei der Zerstörung des Grabes im Jahr 1865 wurden mehrere Beigaben gefunden. Es handelte sich um ein dicknackiges Beil, das Bruchstück eines weiteren dicknackigen Beiles, beide aus Feuerstein, eine Axt aus Diorit, eventuell aus einer Nachbestattung der Schnurkeramischen Kultur, eine durchlochte Hacke aus Diorit und ein Reiber aus Diorit. Bis auf den verlorenen Reiber befinden sich auch diese Funde heute in Schwerin. Ingeburg Nilius bezweifelte, dass alle Funde, insbesondere die Hacke, tatsächlich direkt aus dem Grab stammen.

### Grab 3
Zu Grab 3 liegt keine nähere Beschreibung vor. Um 1870 wurden hier mehrere Gegenstände geborgen. Es handelte sich um ein Beil aus Diorit, ein Beil aus Feuerstein, einen Schmalmeißel aus Feuerstein, einen trichterförmig durchbohrten ovalen Schleuderstein aus Granit und einen schwarzen Spinnwirtel. Die Funde gelangten in Privatbesitz, ihr Verbleib ist unklar.